# بيتزي كيلسبيرج
بيتزي ألكسندرا كيلسبيرج (بالنرويجية البوكمول: Betzy Kjelsberg)‏ (1 نوفمبر 1866 – 3 أكتوبر 1950) ناشطة في مجال حقوق المرأة النرويجية، ومناصرة لحقوق المرأة وعضو في الحركة النسوية. كانت سياسية في الحزب الليبرالي وأول عضوة في مجلس إدارة الحزب.

## ملخص حياتها
ولدت بيتزي الكسندرا كيلسبيرج في سفيلفيك في فيستفولد، النرويج. كانت ابنة ثور بورسين (1816-1872) وجيسي ماك غلاشان (1842-1915). كان والدها نرويجياً، بينما كانت والدتها من اسكتلندا. بعد وفاة والدها، انتقلت العائلة إلى درامن، حيث تزوجت والدة بيتزي من التاجر أنتون إنجر. ومع ذلك، اضطر لإغلاق متجره، مما أجبرهم على الانتقال إلى كريستيانيا (أوسلو الآن). أثناء إقامتها هناك، بدأت اختبار القبول الجامعي، حيث كانت من أوائل النساء في النرويج اللواتي يقمن بذلك، لكنها لم تنهه فعلياً بسبب ضعف الوضع الاقتصادي لزوج والدتها.
في عام 1883، شاركت كيلسبيرج في تأسيس مجموعة المناقشة سكالد Skuld مع الناشطة النسوية سيسيلي ثورينسن كروغ. أنشأت كيلسبيرج جمعيات منظمة التجارة النسائية (Kvinnelig Handelsstands forening) في عام 1894، وجمعية نساء درامن (Drammen Kvinnesaksforening) في عام 1896، بمدرسة ربّات المنزل خاصة بها، ومركز درامن للصّحة العامة (1899)، ومجلس نساء درامن (1903). كما كانت أحد مؤسسي الجمعية النرويجية لحقوق المرأة (1884) والرابطة الوطنية لحق المرأة في التصويت (1885)، والتي ناضلت في سبيل منح المرأة حق التصويت.
تأسس المجلس النسائي الوطني النرويجي (Norske Kvinners Nasjonalråd) في عام 1904 كمنظمة جامعة لمختلف الجمعيات النسائية النرويجية. عملت كيلسبيرج كعضوة في المنظمة مع زميلاتها الناشطات في مجال الحقوق كارين غرود كوت وفريدريك ماري كفام وجينا كروج وكاتي أنكر مولر. ابتداءً من عام 1916 عملت كرئيسة لمجلس المرأة.
في عام 1905، تم انتخاب كيلسبيرج لعضوية مجلس مدينة درامن، حيث شغلت منصبها لولايتين. في عام 1910، أصبحت أول مفتشة مصانع أنثى في النرويج - وهو منصب شغلته حتى عام 1936. ومن 1921 إلى 1934، كانت كيلسبيرج ممثلة للحكومة النرويجية في اجتماعات منظمة العمل الدولية في جنيف. من 1926-1938، كانت نائبة رئيس المجلس الدولي للمرأة.

## تكريماتها
1- في عام 1916، حصلت على ميدالية استحقاق الملك الذهبية (Kongens fortjenstmedalje).
2- في عام 1935، منحت لقب فارسة من الدرجة الأولى في وسام القديس أولاف.

## حياتها الشخصية
في عام 1885، تزوجت المحامي أولوف فريدريك كيلسبيرج (1861-1923)، الذي أنجبت منه ستة أطفال. الذين أصبحوا في ما بعد أجداد سيف سينسين، زعيمة حزب التقدم النرويجي.

## إرثها
توفيت بيتزي كيلسبيرج عام 1950 في بيرغن. دفنت في مقبرة فار فريلسفير في أوسلو. وسميت عدة شوارع على اسمها تكريماً لها، مثل شارع بيتزي كيلسبيرج في أوسلو، وشارع بيتزي كيلسبيرج في درامن، وشارع بوابة بيتزي كيلسبيرج في ستافنجر.